# Matías Silvestre
Pour les articles homonymes, voir Silvestre.
Matías Agustín Silvestre né le 25 septembre 1984 à Mercedes, est un joueur de football argentin évoluant au poste de défenseur.

## Carrière

### Club

#### Débuts de carrière
Matías Silvestre est formé au Club Mercedes, club régional de sa ville natale. Il passe ensuite au centre de formation du CA Boca Juniors, le club populaire de la ville de Buenos Aires. Il fait ses débuts en équipe première lors de la saison 2002-03, plus précisément le 23 mars 2003, lors du Torneo Clausura, dans un match contre le Club Atlético Lanús (3-1). Il jouera au total 5 matchs pour 1 but lors du Torneo Clausura, le club terminant 2e derrière les éternels rivaux du Club Atlético River Plate. L'équipe remporte toutefois la Copa Libertadores mais Silvestre n'y joue aucun match.
Il ne joue pas beaucoup plus la saison suivante, seulement 4 matchs joués : il remporte toutefois le Torneo Apertura et termine 2e du Torneo Clausura, toujours derrière CA River Plate. Il remporte aussi la Copa Sudamericana en battant en finale les boliviens du Bolívar La Paz (0-1, 2-0) mais perd en finale de la Copa Libertadores contre les Colombiens du Corporación Deportiva Once Caldas (1-1, 0-2 aux tirs au but) ainsi qu'en finale de la Recopa Sudamericana face aux péruviens du Cienciano del Cusco (1-1, 2-4 aux tirs au but).
Lors de la saison 2004-05, Silvestre devient un joueur plus utilisé : il participe à 10 matchs de championnat, mais l'équipe se classe seulement 8e en Apertura et 15e en Clausura. Le club remporte toutefois sa deuxième Copa Sudamericana consécutive face aux mexicains du Pumas UNAM (2-2, 4-3 aux tirs au but), où Sylvestre ne joue que 4 minutes du match aller, ainsi que la Recopa Sudamericana face au Corporación Deportiva Once Caldas (3-1, 1-2).
Matías Silvestre devient véritablement important lors de la saison 2005-06, où il joue 21 matchs et marque 4 buts : il participe grandement à la victoire du CA Boca Juniors au Torneo Apertura et Torneo Clausura. Il remporte sa seconde Recopa Sudamericana aux dépens de São Paulo (2-1, 2-2), sans jouer aucun des deux matchs. L'équipe est sortie en quart de finale de la copa Sudamericana par les uruguayens du Nacional (1-2, 2-1).
Lors de la saison 2006-07, Sylvestre joue à nouveau 21 matchs de championnat, pour 1 but. L'équipe termine à la 2e place de l'Apertura et de la Clausura. En Copa Sudamericana, le CA Boca Juniors est éliminé dès les 8e de finale par un São Paulo revanchard (2-1, 0-1). L'équipe atténuera ces petites déceptions en remportant sa 6e Copa Libertadores face à Grêmio (3-0, 0-2). Sylvestre ne joue ni l'aller ni le retour.
Il participe au Torneo Apertura de 2007 (sans jamais jouer, l'équipe termine 5e) et regarde du banc la défaite de son équipe en finale de Coupe du monde des clubs face au Milan AC (2-4). 

#### Calcio Catania
Après cet échec, il part le 28 janvier 2008 au Catania en Serie A pour 3 millions de dollars. Il joue 11 matchs lors de sa première moitié de saison, se révélant un défenseur de confiance. Le club, 17e, sauve de justesse sa place dans l'élite. Il s'impose en tant que titulaire la saison suivante, formant le duo de la défense centrale avec Lorenzo Stovini : il joue 36 matchs, sans marquer. Le club termine 15e. Il est confirmé défenseur central indéboulonnable de l'équipe lors de la saison suivante où il joue 34 matchs et marque son premier but sous ses couleurs siciliennes. 

#### Inter Milan
Le 4 juillet il est prêté avec option d'achat à l'Inter Milan.

#### AC Milan
L'Inter Milan lève ensuite l'option d'achat avant de prêter Silvestre à l'AC Milan le 30 juillet 2013. 

## Palmarès

### Club

#### CA Boca Juniors
- Championnat d'Argentine - Tournoi d'ouverture (2) 
  - Vainqueur : 2003 et 2005
- Championnat d'Argentine - Tournoi de clôture (1)
  - Vainqueur : 2006
- Copa Sudamericana (2)
  - Vainqueur : 2004 et 2005
- Recopa Sudamericana (2)
  - Vainqueur : 2005 et 2006
- Copa Libertadores (1)
  - Vainqueur : 2007